# Virgil Popescu (fotbalist)
Virgil Popescu (n. 1916, Zlatna, România – d. 1989) a fost un fotbalist român și mai târziu antrenor. În Iugoslavia, a fost cunoscut sub numele de Stanislav Popesku.
S-a născut în 1916, în timpul Primului Război Mondial, în orașul transilvănean Zlatna, care atunci făcea parte din Austro-Ungaria, iar astăzi este în România. În 1918, la sfârșitul războiului, părinții săi s-au mutat în noul Regat al Sârbilor, Croaților și Slovenilor, ulterior redenumit Iugoslavia. A început să joace pentru clubul FK Vojvodina din Novi Sad și a făcut parte din echipa așa-numită „Milioanarii” a celor de la Vojvodina la începutul anilor 1940. A jucat cu Vojvodina în liga subasociației Novi Sad în sezonul 1938–39, iar apoi în Liga sârbă între 1939 și 1941.
Al Doilea Război Mondial a început în Iugoslavia în 1941. Popescu era pe atunci student la Academia Comercială din Belgrad și, până la 6 aprilie 1941, era locotenent secund apărând țara împotriva forțelor germane. După patru zile, pe 10 aprilie, a fost capturat de forțele Axei lângă Belgrad și dus în România, într-un lagăr de concentrare din Turnu Măgurele. După ce a petrecut doi ani în lagăr, în 1943 a atras atenția lui Cezar Popescu, conducătorul echipei Juventus București, care a aflat că acest fundaș de 27 de ani, care jucase în Serbia, se afla în lagărul nr. 8. Explicând că Virgil Popescu era român și, prin urmare, aliat al Germaniei, Cezar Popescu a reușit să-l elibereze din lagăr și să-l aducă în echipă. A debutat pentru Juventus București pe 6 octombrie, într-un meci împotriva Craiovei. A jucat 7 meciuri pentru Juventus în Divizia A 1943–44. Totuși, nu după mult timp, a mers la birourile clubului și a spus că trebuie să plece să lupte alături de partizanii iugoslavi și de mareșalul Tito pentru eliberarea Iugoslaviei, iar oficialii clubului i-au acceptat dorința, astfel că s-a întors în Iugoslavia și s-a alăturat rezistenței.
A luptat împotriva germanilor, iar la sfârșitul războiului, în 1945, a fost printre fondatorii clubului FK Partizan din Belgrad, care avea să devină una dintre forțele importante ale fotbalului iugoslav. Pasiunea sa pentru Serbia a fost atât de mare încât și-a adoptat un nume sârbesc, Stanislav. A jucat cu Partizan în Liga Iugoslavă pentru două sezoane. A jucat în total 65 de meciuri și a marcat o dată pentru Partizan, dintre care 17 meciuri au fost în campionat. Anterior, a jucat cu SAP Vojvodina în Turneul de Fotbal Iugoslav din 1945. Cu Partizan a câștigat primul campionat iugoslav postbelic.
Ulterior a devenit antrenor. A fost antrenorul lui Miroslav Blažević⁠(d) la NK Rijeka în Liga Iugoslavă și a fost antrenor secund pentru Abdulah Gegić⁠(d) la Partizan când au ajuns în finala Cupei Campionilor Europeni din 1966. De asemenea, a antrenat echipa poloneză Legia Varșovia în sezonul 1964–65. Popescu a condus apoi echipa elvețiană St. Gallen și Wormatia Worms⁠(d) din Germania, înainte de a se muta în Maroc și Algeria pentru a ajuta la dezvoltarea fotbalului în aceste țări, unde a antrenat echipa olimpică a Marocului și KAC Kénitra. În sezonul 1972–73 a fost antrenorul echipei algeriene JS Kabylie, cu care a câștigat campionatul.

## Legături externe
- Acest articol nu are proprietăți pentru baze de date sportive la Wikidata